# 185
Правління Коммода в Римській імперії. Імператор розважається, організовує гладіаторські бої і сам бере в них участь. Гроші бере із скарбниці й конфіскує.
У Китаї править династія Хань, в Індії — Кушанська імперія.

## Події
- Пертінакса призначено правителем Британії.
- Перша хвиля повстання жовтих пов'язок розгромлена, але заворушення спалахують знову.

## Народились
- Ориген (рік приблизний) — християнський теолог